# Röde Orm (seriealbum)
Röde Orm är en serieroman av den svenske serieskaparen Charlie Christensen, utgiven i fyra delar 1999–2004 och i samlad form 2004. Handlingen är förlagd till vikingatiden och skildrar skåningen Orm och hans äventyr i Spanien, Danmark och England. Förlaga är Frans G. Bengtssons roman Röde Orm – sjöfarare i västerled från 1941. Peter Englund skrev ett förord till samlingsutgåvan.

## Mottagande
Lars Lönnroth recenserade de två första delarna i Svenska Dagbladet 2001, och skrev om sina "dystra farhågor" inför projektet: "Frans G Bengtssons klassiska underhållningsroman om vikingatidens hjältar lever ju i hög grad på sin ironiska stilkonst, en suverän blandning av isländsk sagastil och lundaspex, som knappast låter sig överföras till bildmediet." Lönnroth skrev:
Men Charlie Christensen, främst känd som mästare till den burleskt lågkomiska succén Arne Anka, har faktiskt lyckats bra med sin serieversion. Möjligen beror detta delvis på att Bengtssons vikingahjältar Orm och Toke faktiskt har vissa inre likheter med Arne Anka och dennes kompis Krille Krokodil: i båda fallen handlar det om naivt mansgrisiga kämpar som gillar öl, mat och kvinnor på ett synnerligen oborstat och politiskt inkorrekt vis, så att man inte kan låta bli att älska dem, inte minst när de gör sig helt omöjliga. ... Christensens seriekonst är här i högre grad än i Arne Anka inspirerad av Hergés Tintin med klara färgrika bilder som växlar mellan karikatyriska närbilder och flotta panoraman av landskap och historiska miljöer. ... Det här är en serie som är alltigenom spännande, lustfylld och rolig att följa, både för barn och vuxna.